# Strada statale 75 (Croazia)
La državna cesta 75 (classificata come D75) è una strada statale croata che collega Plovania con Pola, attraversando latitudinalmente la penisola Istriana.

## Percorso
La strada nasce all'incrocio con la D200 a Plovania (frazione di Buie d'Istria) ad un chilometro dai confini nazionali di Dragonja e Sicciole con la Slovenia. Prosegue verso la costa adriatica sino ad Umago. Il percorso punta verso sud toccando Cittanova, le foci del Quieto, Parenzo (ove assume lo scopo di circonvallazione), Orsera ed il canale di Leme per curvare verso l'entroterra. A questo punto il percorso incrocia la D303 che porta a Rovigno ed al bivio autostradale di Canfanaro.
Continuando verso sud il percorso evita il centro di Dignano grazie ad una variante conclusa attorno al 2010 che evita l'afflusso sulla statale 77 che porta verso Pisino. Proseguendo la strada nella periferia del capoluogo regionale di Pola concludendosi in una rotatoria con le statali 400 e 66dopo un centinaio di chilometri.

## Traffico
Ogni estate la strada è fortemente trafficata dovuta al turismo presente nella costa istriana occidentale. La strada è inoltre la parallela dell'autostrada A9, nonché la ex statale italiana 15 (Trieste-Pola) resa meno importante dopo la costruzione della grande viabilità triestina, la superstrada H5 e l'A9 (nonostante manchi la soluzione di continuità tra Capodistria ed il confine nazionale)